# 馬里科帕縣
馬里科帕郡（英語：Maricopa County，發音： /ˌmærɪˈkoʊpə/ MARR-i-KOH-pə）是美国亞利桑那州中西部的一個郡。

## 概述
馬里科帕郡的總面積為23,891平方公里。根據2010年人口普查，馬里科帕郡共有人口3,817,117人。在人口方面，馬里科帕郡既是州中人口最多的郡份，亦是全美人口第四多的郡。馬里科帕郡的人口比美國23個州份還要多，且佔了整個亞利桑那州人口的一半。在面積方面，馬里科帕郡既是州中面積第5大的郡，亦是美國面積第15大的郡，更加是擁有州首府郡中面積最大的郡。馬里科帕郡的郡治為鳳凰城，而鳳凰城也是州府。
於2007年，《富比士》將馬里科帕郡的四個城市列為10個發展最快的城市之一。這四個城市分別為巴克艾（第二位）、瑟普賴斯（第三位）、固特異（第四位）、以及埃文代爾（第九位）。
馬里科帕郡成立於1871年2月14日。郡名紀念馬里科帕人。

## 地理
根據2000年人口普查，馬里科帕郡的面積為9,224.27平方英里（23,890.7平方），其中有9,203.14平方英里（23,836.0平方），即99.77%為陸地；21.13平方英里（54.7平方），即0.23%為水域。

### 毗鄰縣
馬里科帕郡所有的毗鄰郡皆為亞利桑那州的郡。
- 拉巴斯縣：西方
- 尤馬郡：西方
- 皮马县：南方
- 皮納爾縣：東南方
- 希拉郡：東方
- 亞瓦派縣：北方

### 國家保護區
- 索諾蘭沙漠國家紀念區（英语：Sonoran Desert National Monument）（部分）
- 通托国家森林（部分）

## 人口
| 调查年     | 人口      | 备注 | %±     |
| ---------- | --------- | ---- | ------ |
| 1880       | 5,689     |      | —      |
| 1890       | 10,986    |      | 93.1%  |
| 1900       | 20,457    |      | 86.2%  |
| 1910       | 34,488    |      | 68.6%  |
| 1920       | 89,576    |      | 159.7% |
| 1930       | 150,970   |      | 68.5%  |
| 1940       | 186,193   |      | 23.3%  |
| 1950       | 331,770   |      | 78.2%  |
| 1960       | 663,510   |      | 100.0% |
| 1970       | 971,228   |      | 46.4%  |
| 1980       | 1,509,175 |      | 55.4%  |
| 1990       | 2,122,101 |      | 40.6%  |
| 2000       | 3,072,149 |      | 44.8%  |
| 2010       | 3,817,117 |      | 24.2%  |
| 2011年估计 | 3,880,244 |      | 1.7%   |
| source:    |           |      |        |

根據2000年人口普查，馬里科帕郡擁有3,072,149居民、1,132,886住戶和763,565家庭。其人口密度為每平方英里334居民（每平方公里129居民）。馬里科帕郡擁有1,250,231間房屋单位，其密度為每平方英里136間（每平方公里52間）。
在1,132,886住户中，有33%擁有一個或以上的兒童（18歲以下）、51.6%為夫妻、10.7%為單親家庭、而有32.6%為非家庭。其中24.5%住户為獨居，7.9%為同居長者。平均每戶有2.67人，而平均每個家庭則有3.21人。在3,072,149居民中，有27%為18歲以下、10.2%為18至24歲、31.4%為25至44歲、19.8%為45至64歲以及11.7%為65歲以上。人口的年齡中位數為33歲，每100個女性就有100.10個男性。而每100個成年女性（18歲以上）就有98.10個成年男性。
馬里科帕郡的住戶收入中位數為$45,358，而家庭收入中位數則為$51,827。男性的收入中位數為$36,858，而女性的收入中位數則為$28,703。馬里科帕郡的人均收入為$22,251。約8.00%家庭和11.70%人口在貧窮線以下。